# Rhynchobatus laevis
Rhynchobatus laevis là một loài cá thuộc họ Rhynchobatidae. Nó được tìm thấy ở Úc, Bangladesh, Trung Quốc, Ấn Độ, Nhật Bản, Oman, Pakistan, Sri Lanka, and Tanzania. Môi trường sống tự nhiên của chúng là shallow seas. Nó bị đe dọa do mất môi trường sống.